# Белин, Константин Максимович
Константин Максимович Белин (12 июня 1937 — 7 апреля 2008) — советский и российский деятель органов внутренних дел. Начальник ГУВД Мособлисполкома с 1988 по 1991. Начальник ГУВД МВД России по Московской области с 1991 по 1994. Генерал-лейтенант милиции. Народный депутат России (1990—1993).

## Биография
Родился 12 июня 1937 в д. Тимохино Егорьевского района Московской области.
Окончил  Московскую областную культурно-просветительную школу в г.Егорьевске
В 1962 был избран первым секретарем Егорьевского горкома ВЛКСМ.
В 1967 окончил Всесоюзный юридический заочный институт и стал народным судьей.
С 1969 по 1979 начальник Егорьевского городского отдела милиции.
С 1979 по 1982 начальник отдела (затем Управления) охраны общественного порядка Управления внутренних дел Мособлисполкома.
С 1982 по 1988 заместитель начальника ГУВД Московской области.
С 1988 по 1994 — начальник ГУВД Московской области.
С 1990 по 1993 — Народный депутат России.
С 1994 заместитель председателя - руководитель аппарата вновь образованной Комиссии по чрезвычайным и аварийным ситуациям Администрации Московской области, с 1996 до 2000 - председатель Комиссии по  чрезвычайным и аварийным ситуациям Администрации Московской области.

## Награды
Награждён десятью государственными наградами:
- Орден «Знак почета»
- Орден «Дружбы народов»
- Медаль «За отвагу на пожаре» (?, ?, 20 декабря 1993)[4]
- Медаль «Ветеран труда»
- Медаль «За безупречную службу» (всех трех степеней)
- Звание «Заслуженный работник МВД СССР»